# Episodi di Murphy Brown (prima stagione)
La prima stagione della serie televisiva Murphy Brown è stata trasmessa in anteprima negli Stati Uniti d'America dalla CBS tra il 14 novembre 1988 e il 22 maggio 1989. In Italia viene trasmesso su Canale 5 dal 22 settembre 1991.
| nº | Titolo originale              | Titolo italiano       | Prima TV USA     | Prima TV Italia   |
| -- | ----------------------------- | --------------------- | ---------------- | ----------------- |
| 1  | Respect                       | Le leggi dell'ascolto | 14 novembre 1988 | 22 settembre 1991 |
| 2  | Devil with a Blue Dress On    | Blu come il diavolo   | 21 novembre 1988 | 6 ottobre 1991    |
| 3  | Nowhere to Run                |                       | 28 novembre 1988 |                   |
| 4  | Signed, Sealed, Delivered     |                       | 5 dicembre 1988  |                   |
| 5  | Murphy's Pony                 |                       | 11 dicembre 1988 |                   |
| 6  | Baby Love                     |                       | 12 dicembre 1988 |                   |
| 7  | Set Me Free                   |                       | 19 dicembre 1988 |                   |
| 8  | And So He Goes                |                       | 2 gennaio 1989   |                   |
| 9  | I Would Have Danced All Night |                       | 9 gennaio 1989   |                   |
| 10 | Kyle                          |                       | 16 gennaio 1989  |                   |
| 11 | Off the Job Experience        |                       | 23 gennaio 1989  |                   |
| 12 | Why Do Fools Fall in Love?    |                       | 13 febbraio 1989 |                   |
| 13 | Soul Man                      |                       | 20 febbraio 1989 |                   |
| 14 | It's How You Play the Game    |                       | 27 febbraio 1989 |                   |
| 15 | Mama Said                     |                       | 6 marzo 1989     |                   |
| 16 | Moscow on the Potomac         |                       | 13 marzo 1989    |                   |
| 17 | My Dinner with Einstein       |                       | 20 marzo 1989    |                   |
| 18 | Funnies Girl                  |                       | 10 aprile 1989   |                   |
| 19 | The Unshrinkable Murphy Brown |                       | 1º maggio 1989   |                   |
| 20 | The Summer of '77             |                       | 8 maggio 1989    |                   |
| 21 | The Bickners                  |                       | 15 maggio 1989   |                   |
| 22 | The Morning Show              |                       | 22 maggio 1989   |                   |